# 未解决的神经科学问题
尚未解决的神经科学问题包括：
- 意识：主观意识、意识、注意的神经学基础
- 知觉
- 学习和记忆
- 神经可塑性
- 进化：大脑是怎样进化出来的？
- 自由意志
- 睡眠
- 认知和决策
- 语言
- 疾病
- 运动
- 心灵计算理论